# بير السكة
بئر السكة هي إحدى خرب دير الغصون اقطتعت من البلدة عام 1948 وهي اليوم جزء من تجمع خرب دير الغصون الذي يضم هي بير السكة والمرجة وابثان ويمة وراس حسان ودير عشاير، في مجلس محلي موحد يسمى زيمر وتسكنها امتداد عائلات دير الغصون.
كما ويرجع إسمها لوجود بئر ماء وسكه حديديه على مقربة منها.
ومن أشهر عائلاتها :
ويسكن في بير السكة ال ياسين وهم فخذ من فخوذ ال عمر وال بدران وال الطاهر وهم فخذ من الينسة والقطاوي وهم فخذ من ال العمر
حمولة آل عمر:
- أبو ياسين
- قطاوي

حمولة آل الينسة:
- بدران
- الطاهر